# D404ME
『D404ME』（ディー・よんぜろよん・エムイー）は、日本の歌手中森明菜の8枚目のスタジオ・アルバム。このアルバムは1985年8月10日にワーナー・パイオニアよりリリースされた (LP: L-12594, CT: LKF-8094)。

## 背景
『D404ME』は、中森にとって9枚目となるアルバムで本作の帯にも"9TH ALBUM"の表記がされている。スタジオ・アルバムとしては通算8枚目であり、1985年発表の2枚目にあたるスタジオ・アルバムでもある。このアルバムは、1985年8月10日にLP (L-12594)とCT (L-12594)の2形態で同時発売され、同年9月10日にはCD (32XL-115)でも発売された。
このアルバムタイトルの読み方として、「出し惜しみ」という読み方も存在している。"D404ME"とは、アルバムの、イメージ上のストーリー中にある、倉庫番号のことである。衣裳カバー用のビニール袋を帽子にしたり、コンビニなどの買い物袋を靴下替わりとしたアイデアのジャケットとなっている。
1曲目から5曲目（LPのA面）はスローな曲、6曲目以降（B面）はノリの良い曲で構成されている。
本作収録曲の「ノクターン」や「BLUE OCEAN」には別歌詞があり、以前のファンクラブ「MILKY HOUSE」の会報に掲載されたことがある。シングル候補にもなった本作8曲目の「STAR PILOT」は、忌野清志郎が在籍していたロックバンドのRCサクセションのアルバム『HEART ACE』に「SKY PILOT / スカイ・パイロット」として別歌詞でセルフカバーしている。翌年の1986年7月12日より開催された全国コンサート・ツアーLIGHT & SHADEにて、本作収録曲を披露した。

## シングル
「ミ・アモーレ〔Meu amor é･･･〕」が本作からのリード・シングルとして1985年3月8日に発売された。本作では、この楽曲はスペシャル・バージョンで収められ、10曲目に配置された。「ミ・アモーレ〔Meu amor é･･･〕」はオリコン年間シングルチャートで2位を記録し、日本レコード大賞受賞曲となった。

## 批評
『CDジャーナル』は「大胆なアレンジによる新鮮なサウンドに類希な歌唱力がプラスされた高水準のアルバム。」と批評した。『Hotwax presents 歌謡曲 名曲名盤ガイド 1980's』の馬飼野元宏は「B面3曲は明菜サウンドの新機軸であり、彼女も蓮っ葉な唱法で新たな境地に挑んでいる。」と批評した。

## 評価
『D404ME』は、オリコン週間LPチャートの1985年8月19日付で初登場し最高順位1位を記録後、翌週の1985年8月26日付まで2週連続となる1位を獲得した。同チャートには、計28週に渡ってランクインしている。また、カセット盤もオリコンのカセットチャートで最高順位1位を記録し、同チャートには、計36週に渡ってランクインしている。1985年度の年間アルバムチャートでは、7位を記録した。加えて、1985年に行われた第27回日本レコード大賞にて、『D404ME』は優秀アルバム賞を受賞した。

## 収録曲
| #  | タイトル                   | 作詞       | 作曲             | 編曲     | 時間 |
| -- | -------------------------- | ---------- | ---------------- | -------- | ---- |
| 1. | 「ENDLESS」                | 松本一起   | 大貫妙子         | 井上鑑   | 4:22 |
| 2. | 「ノクターン」             | 飛鳥涼     | 飛鳥涼           | AKAGUY   | 4:20 |
| 3. | 「アレグロ・ビヴァーチェ」 | 三浦徳子   | 後藤次利         | 後藤次利 | 5:01 |
| 4. | 「悲しい浪漫西」           | 許瑛子     | 都志見隆         | 中村哲   | 4:14 |
| 5. | 「ピ・ア・ス」             | 岡田冨美子 | タケカワユキヒデ | 中村哲   | 4:00 |

| #         | タイトル                                           | 作詞       | 作曲                 | 編曲      | 時間  |
| --------- | -------------------------------------------------- | ---------- | -------------------- | --------- | ----- |
| 6.        | 「BLUE OCEAN」                                     | 湯川れい子 | NOBODY               | 久石譲    | 3:59  |
| 7.        | 「マグネティック・ラヴ」                           | epo        | 大貫妙子             | 清水信之  | 3:37  |
| 8.        | 「STAR PILOT」                                     | ちあき哲也 | 忌野清志郎・小林和生 | 後藤次利  | 4:03  |
| 9.        | 「モナリザ」                                       | 竹花いち子 | 後藤次利             | 後藤次利  | 5:17  |
| 10.       | 「ミ・アモーレ〔Meu amor é･･･〕」(special version) | 康珍化     | 松岡直也             | 松岡直也  | 4:16  |
| 合計時間: | 合計時間:                                          | 合計時間:  | 合計時間:            | 合計時間: | 43:09 |

## クレジット
『D404ME』のライナー・ノーツ、ジャケットより
ミュージシャン
| - 井上鑑：キーボード (M-1) - 高水健司：E.ベース (M-1) - 山木秀夫：ドラムス (M-1) - 今剛：E.ギター (M-1、3、9) - 斉藤晴：サキソフォン (M-1) - 新川博：キーボード (M-2) - 長岡道夫：E.ベース (M-2) - 島村英二：ドラムス (M-2) - 松原正樹：E.ギター (M-2) - 斉藤ノブ：L.パーッカション (M-2) - 富樫春生：キーボード (M-3、9) - 国吉良一：キーボード (M-3、8-9) - 後藤次利：E.ベース (M-3、8-9) - 渡嘉敷祐一：ドラムス (M-3、9) - Eve：コーラス (M-3、8-10) - 中村哲：キーボード (M-4-5)、サキソフォーン (M-4) - 富倉安生：E.ベース (M-4) - 青山純：ドラムス (M-4-5、8) | - 大村憲司：E.ギター (M-4-5) - 浜口茂外也：L.パーカッション (M-4) - 兼崎順一：トランペット (M-4) - 早川隆章：トロンボーン (M-4) - 新倉芳美：コーラス (M-4-5) - 椎名和夫：コーラス (M-4) - 渡辺直樹：コーラス (M-4) - 伊藤広規：E.ベース (M-5) - 比山清：コーラス (M-5) - 木戸泰弘：コーラス (M-5) - 久石譲：キーボード (M-6) - 柴山和彦：E.ギター (M-6) - 清水信之：キーボード、E.ベース (M-7) - 佐橋佳幸：E.ギター (M-7) - 数原晋：トランペット (M-7、9) - Jake H. Conception：サキソフォン (M-7、9) - 伊集加代子：コーラス (M-7) - 鈴木宏子：コーラス (M-7) - 和田夏代子：コーラス (M-7) | - 北島健二：E.ギター (M-8) - 荒木敏男：トランペット (M-9) - 林研一郎：トランペット (M-9-10) - 井口秀夫：トロンボーン (M-9) - 三田治美：トロンボーン (M-9) - 岡田澄雄：トロンボーン (M-9) - 松岡直也：キーボード (M-10) - 高橋ゲタ夫：E.ベース (M-10) - 広瀬徳志：ドラムス (M-10) - 和田アキラ：E.ギター (M-10) - 三島一洋：L.パーカッション (M-10) - フランシス・シルバー：L.パーカッション (M-10) - 井上満：カバキーニョ (M-10) - 吉田憲司：トランペット (M-10) - 岸義和：トランペット (M-10) - 西山健治：トロンボーン (M-10) - 中沢忠孝：トロンボーン (M-10) - 花坂義孝：トロンボーン (M-10) - 友田啓明グループ：ストリングス (M-10) |

スタッフ
- 撮影：小暮徹
- SPECIAL THANKS TO CLUB-D

## リリース履歴
| 発売日        | レーベル                       | 規格                       | 品番         | 備考                                                |
| ------------- | ------------------------------ | -------------------------- | ------------ | --------------------------------------------------- |
| 1985年8月10日 | ワーナー・パイオニア           | LP                         | L-12594      |                                                     |
| 1985年8月10日 | ワーナー・パイオニア           | CT                         | LKF-8094     |                                                     |
| 1985年9月10日 | ワーナー・パイオニア           | CD                         | 32XL-115     |                                                     |
| 1991年8月17日 | ワーナー・パイオニア           | CD                         | WPCL-418     | 廉価盤、紙帯                                        |
| 1996年4月25日 | ワーナー・パイオニア           | CD                         | WPC6-8189    | 音泉1500シリーズ、Q盤                               |
| 2006年6月21日 | ワーナー・パイオニア           | CD、デジタル・ダウンロード | WPCL-10284   | 紙ジャケット仕様完全生産限定盤                      |
| 2006年7月5日  | ワーナー・パイオニア           | デジタル・ダウンロード     | N/A          | [ 18 ]                                              |
| 2012年8月22日 | ワーナー・パイオニア           | SACD/CDハイブリッド        | WPCL-11142   | 紙ジャケット仕様完全生産限定盤                      |
| 2014年1月29日 | ワーナー・パイオニア           | CD                         | WPCL-11729   | 廉価盤、赤帯                                        |
| 2018年6月6日  | ワーナー・パイオニア           | LP                         | WPJL-10091   | 高音質180g重量盤                                    |
| 2023年2月22日 | ワーナーミュージック・ジャパン | CD                         | WPCL-13451/2 | オリジナル・カラオケ付 2023ラッカーマスターサウンド |

## カバー
本作収録曲の「モナリザ」を、中山美穂がカバーしている。映像作品『VIRGIN FLIGHT '86 MIHO NAKAYAMA FIRST CONCERT』とライブ・アルバム『VIRGIN FLIGHT '86 中山美穂ファースト・コンサート』にそれぞれ収録されている。

## 参照
1. 1 2  “iTunes - ミュージック - 中森明菜「D404ME」”.  Apple. 2012年11月24日閲覧。
2. 1 2 3 4  『ALBUM CHART-BOOK COMPLETE EDITION 1970 〜 2005』オリコン・マーケティング・プロモーション、2006年4月25日、3、455-457、882頁頁。ISBN 4871310779。
3. 1 2  オリコンランキング情報サービス「you大樹」
4. 1 2 3  “第27回日本レコード大賞”.  日本作曲家協会. 2011年7月19日時点のオリジナルよりアーカイブ。2011年3月13日閲覧。
5. 1 2 3  “D404ME | 中森明菜 | ワーナーミュージック・ジャパン - Warner Music Japan”.  ワーナーミュージック・ジャパン. 2011年7月30日閲覧。
6. 1 2 3 4 5 6  『D404ME』（LP）中森明菜、ワーナー・パイオニア、1985年8月10日。L-12594。
7. 1 2 3 4 5  馬飼野元宏『Hotwax presents 歌謡曲 名曲名盤ガイド 1980's』シンコーミュージック・エンタテイメント、2006年7月20日、65-68頁頁。ISBN 440175106X。
8. 1 2  （1985年）中森明菜ファンクラブ「Milky House」会報 ケン企画
9. 1 2  北島由記子『AKINA』（4×12cmCD）中森明菜、ワーナーミュージック・ジャパン、1993年11月10日。WPCL-770〜3。
10. ↑  “RCサクセション/SKY PILOT/スカイ･パイロット の歌詞 : 音楽ダウンロード・音楽配信サイト ListenJapan”.   ListenJapan. 2012年3月11日閲覧。
11. ↑  （1986年） 中森明菜『LIGHT & SHADE』のツアー・パンフレット. ケン企画
12. ↑  『ミ・アモーレ〔Meu amor é･･･〕』（EP）中森明菜、ワーナー・パイオニア、1985年3月8日。L-1668。
13. ↑  “中森明菜オフィシャルサイト » Single”. ミ・アモーレ〜AL-MAUJ.   Nakamoriakina.com. 2012年3月11日閲覧。
14. ↑  クラブハウス『オリコン No.1 HITS 500 1968〜1985 (上) オリコンチャート1位ヒットソング集』クラブハウス、1998年11月1日、215、267頁頁。ISBN 4906496121。
15. 1 2  “中森明菜 / D404 ME [再発] [CD] [アルバム] - CDJournal.com”.   音楽出版社. 2011年3月13日閲覧。
16. ↑  『D404ME』（12cmCD）中森明菜、ワーナー・パイオニア、1985年9月10日。32XL-115。
17. ↑  “中森明菜-リリース-ORICON STYLE ミュージック”.  オリコン. 2012年3月11日閲覧。
18. ↑  “音楽ダウンロード・音楽配信サイト　mora 〜“WALKMAN”公式ミュージックストア〜”.  レーベルゲート. 2012年11月24日閲覧。
19. ↑  “中森明菜 / D404ME [SA-CDハイブリッドCD] [紙ジャケット仕様] [限定] [CD] [アルバム] - CDJournal.com”.   音楽出版社. 2012年7月25日閲覧。